# Михайленко, Пётр Петрович
Пётр Петрович Михайленко (укр. Петро Петрович Михайленко; 2 (15) сентября 1914, село Песчяное, Грайворонский уезд, Курская губерния, Российская империя — 1 июня 2008, Киев, Украина) — советский и украинский учёный-правовед, специалист в области наук уголовно-правовых наук. Доктор юридический наук (1953), профессор (1955), действительный член Академии правовых наук Украины (1996). Заслуженный деятель науки и техники Украины (1992). Генерал-лейтенант внутренней службы (1999).
До Великой Отечественной войны работал в школе. Во время войны служил в инженерных войсках, но получил ранение и после переподготовке заседал в военных трибуналах. Со второй половины 1940-х годов работал во Львовском государственном университете им. И. Франко, где был заведующим кафедрой уголовного права, процесса и криминалистики и деканом юридического факультета. В 1948 году защитил кандидатскую диссертацию. Однако в начале 1950-х годов из-за его научной позиции относительно того, что российские законодательные акты не всегда служили источниками для украинских законодательных актов. За это он был снят с должностей, но уже после того, как в 1953 году он защитил докторскую диссертацию он был переназначен на должности завкафа и декана.
Конце 1950-х — начале 1970-х работал на руководящих должностях в Киевском государственном университете им. Т. Г. Шевченко, Киевских филиалах Высшей школы МВД СССР и Всесоюзного научно-исследовательского института МВД СССР. В начале 1970-х была начата компания по дискредитации профессора, а в 1974 году он был уволен из органов внутренних дел и лишён учёных степеней и званий. Продолжил карьеру в 1992 году (после полной реабилитации) на должности профессора кафедры уголовного права Украинской академии внутренних дел, на которой работал вплоть до смерти.

## Биография

### Происхождение и молодость
Предки Петра Михайленко по отцовской линии были из казачьего рода, представители которого в XVII веке переселились из земель прилегающих к Днепру на Слободскую Украину, в село Песчяное. Согласно семейной легенде его прапрапрадед взял в плен турка и в качестве трофея оставил себе его ятаган. Это оружие стало фамильной реликвией для рода Михайленко и по состоянию на конец 1990-х годов находился в собственности семьи. Его отец — Пётр Яковлевич работал на заводах и железной дороге в разных городах, участвовал в Первой мировой войне, а после начала гражданской — вернулся в родное село. В этом селе 2 (15) сентября 1914 года у Петра Яковлевича и Натальи Емельяновны Михайленко родился сын, которого также назвали Петром. После Петра в семье родился ещё один сын — Василий.
В 1926 году Пётр Яковлевич вернулся работать на железную дорогу на станцию Мушкетово и вместе со старшим сыном переехал в Донецкую губернию. Около года семья жила в вагоне-теплушке, в котором жило четверо людей. Затем отец и сын Михайленко перебрались в коммунальную квартиру, где им была выделена отдельная комната. Вскоре к ним переехали мать и брат Петра Петровича. Сам он вспоминал, что в тот период одновременно учился на электротехническом и радиотехническом факультетах Московского детского заочного университета и в местной железнодорожной школе. Однако семья пребывала в тяжёлом материальном положении, и в 13 лет Петр оставил учёбу и устроился работать, сменил четыре специальности (переписчик вагонов, помощник электрослесаря, помощник киномеханика и дежурный у щита высоковольтной электроподстанции). Но по настоянию отца Пётр оставил работу и продолжил учиться. Сначала он поступил на рабочий факультет, а затем в Днепропетровский институт народного образования, который окончил в 1934 году.
Ещё будучи студентом, в 1933 году он начал работать инструктором по труду в Лиедевской средней школе города Сталино. Позже стал преподавать арифметику, физику и русский язык и литературу. За успехи в работе в 1934/5 учебном году Сталинский областной комитет профсоюзов назвал его «лучшим ударником политехнической школы».

### Великая Отечественная война
В 1943 году был принят членом Всесоюзной коммунистической партии (большевиков).

### Юридическая работа
В 1996 году на собрании Академии правовых наук Украины был избран действительным членом этого научного сообщества.
Распоряжением Президента Украины Леонида Кучмы от 31 августа 1998 года ему, как выдающемуся деятелю науки была назначена президентская стипендия
19 сентября 2000 года Кучма подписал ещё одно распоряжение, согласно которому Лопушанскому, как «выдающемуся деятелю наук, который достиг семидесятилетнего возраста» была назначена пожизненная государственная стипендия
Указом Кучмы от 30 октября 1999 года ему было присвоено специальное звание «генерал-лейтенант внутренней службы»

## Награды, признание и память
- Орден Отечественной войны I степени[13];
- Орден Красной Звезды[13];
- Орден «Знак Почёта» (Указ Президиума Верховного Совета СССР от 15 сентября 1961) — «за большие заслуги в подготовке специалистов и развитии науки»[14];
- Заслуженный деятель науки и техники Украины (1992)[15];
- Орден Богдана Хмельницкого III степени (1999)[15];
- Почётное отличие Президента Украины (Указ Президента Украины от 3 сентября 1994) — «за личные заслуги в развитии правовой науки, плодотворную педагогическую деятельность»[16];
- Орден князя Ярослава Мудрого IV степени (Указ Президента Украины от 2 сентября 2004) — «за выдающийся личный вклад в подготовку высококвалифицированных специалистов для правоохранительных органов, многолетнюю научно-педагогическую деятельность и по случаю 90-летия со дня рождения»[17];
- Отличие Президента Украины «Орден князя Ярослава Мудрого» V степени (Указ Президента Украины от 2 сентября 1999) — «за выдающиеся личные заслуги перед Украинским государством в развитии юридической науки, многолетнюю плодотворную деятельность»[18];
- Почётная грамота Кабинета Министров Украины[укр.] (Постановление Кабинета Министров Украины от 2 сентября 1999) — «за многолетний плодотворный труд, значительный личный вклад в подготовку квалифицированных кадров для правоохранительных органов, высокий профессионализм»[19];